# Utricularia barkeri
Utricularia barkeri — вид рослин із родини пухирникових (Lentibulariaceae).

## Біоморфологічна характеристика
Дрібна і середня багаторічна наземна трав'яниста рослина. Ризоїди капілярні, прості, у довжину до 20 мм, у товщину 0.2–0.4 мм. Столони нечисленні, ниткоподібні у товщину 0.3–0.5 мм, нерозгалужені, у довжину до 100 мм, міжвузля ≈ 4 мм. Листки нечисленні; пластинка 3–12 × 0.2–0.6 мм, від лінійної до вузько зворотно-яйцюватої, верхівка закруглена чи іноді шилоподібна. Пастки кілька біля основи квітконіжки й 1 чи 2 у вузлах столона, яйцеподібні, 1.5–2.0 мм завдовжки, з невеликим дорсальним відростком 0.2–0.4 мм, двома бічними відростками, загнутими всередину. Суцвіття прямовисне, одиночне, 80–280 мм завдовжки. Квітки зазвичай по 2 в супротивних парах, іноді по 1 або 3. Частки чашечки ± рівні; верхня частка ≈ 2.5 × 2.5 мм, яйцювата з закругленою верхівкою; нижня частка ≈ 2.5 × 2.5 мм з виїмчастою верхівкою. Віночок світло-ліловий. Коробочка куляста, з діаметром 3–3.5 мм. Насіння зворотно яйцювате, ≈ 0.5 × 0.3 мм. Пилок ≈ 28 × 28 мкм.

## Середовище проживання
Ендемік південного сходу Австралії: Південна Австралія, Тасманія, Вікторія.
Цей вид, як правило, зростає в тимчасово затоплених западинах і просочуваннях на пасовищах, які можуть утримувати воду на щорічній основі або протягом кількох років без затоплення, від 0 до 500 метрів.

## Використання
Немає жодних доказів того, що цей вид використовується.